# Цислевський Владислав Станіславович
Цислевський Владислав Станіславович (1 травня 1995, Дніпро — 25 серпня 2023, м. Бахмут) — український військовик, старший солдат 77-ї окремої аеромобільної бригади ЗСУ, учасник російсько-української війни.

## Біографія
Цислевський Владислав Станіславович народився у місті Дніпро у 1995 році. Навчався у КЗО СШ № 44 ДМР. Працював у ТОВ « Нова пошта». Воював у лавах ЗСУ, у складі 77-ї окремої аеромобільної бригади, старший солдат, стрілець-снайпер.
Загинув 25 серпня 2023 року в місті Бахмут, Донецької області.

## Нагороди
- Орден «За мужність» ІІІ ступеня (13 травня 2024, посмертно) — за особисту мужність, виявлену у захисті державного суверенітету та територіальної цілісності України, самовіддане виконання військового обов'язку[1]